# Победа (дирижабль)
«Побе́да» — советский дирижабль мягкого типа. Спроектирован и построен в 1944 году в Долгопрудном. Служба корабля продолжалась три года.

## Описание и эксплуатация
Успешное применение дирижабля СССР-В12 показало необходимость постройки новых воздушных кораблей. «Победу» спроектировали и построили за 6 месяцев. Это было сделано силами 1-го Отдельного воздухоплавательного дивизиона Воздушно-десантных войск РККА под руководством Б.А.Гарфа.
Дирижабль в основном применялся для снабжения воздушно-десантных частей водородом для десантных аэростатов, использовавшихся для тренировочных парашютных прыжков. Осенью 1945 года дирижабль также работал на Черноморском флоте, где был организован специальный воздухоплавательный отряд для поиска мин и затонувших кораблей. В сентябре 1945 года дирижабль «Победа» перелетел в Севастополь. 26 сентября корабль совершил свой первый полёт для ознакомления. В этом же полете на небольшой глубине была обнаружена мина, которая впоследствии была обезврежена. Полет продолжался 4 часа 20 минут.
Дирижабль проводил научно-исследовательские полёты, разведку мин. Также проводились аэрофотосъёмка минных полей и эксперименты по обнаружению подводных лодок и косяков рыбы. Базирование на Чёрном море продолжалось 40 дней, дирижабль совершил 20 полётов общей продолжительностью 113 часов. Службу «Победы» можно назвать вполне удачной.

## Гибель корабля
29 января 1947 года во время рейса из Москвы в Иваново при полёте на небольшой высоте возле г. Юрьев-Польский (Владимирская область) дирижабль зацепился за линии электропередач. Провода обмотали винты и блокировали движение лопастей.
Командир корабля А. И. Рощин приказал сбросить балласт. После сброса 500 кг балласта дирижабль порвал удерживавший его кабель ЛЭП и начал подниматься настолько быстро, что пропускная способность выпускных клапанов оказалась недостаточной для поддержания расчётного давления газа в оболочке. По мере набора высоты избыточное давление газа превысило максимальное допустимое, и оболочка дирижабля разрушилась. Дирижабль рухнул на землю.
Экипаж не был экипирован парашютами. В результате падения дирижабля погибли все 3 человека, находившиеся на борту:
- командир дирижабля Рощин Алексей Иванович (15.02.1915);
- пилот Мутовкин Федор Иванович (17.02.1918);
- бортмеханик Мурашко Константин Митрофанович (08.03.1911).

Экипаж похоронен в колумбарии Новодевичьего кладбища (участок 99).